# Уайтвей (колония)
Колония Уайтвей  — община в Котсуолдс в административном приходе Мидерсен, возле города Страуд, Глостершир, Великобритания. Община была основана в 1898 году толстовцами,  жива по сей день и насчитывает более шестидесяти домов и 120 колонистов. В начале в общине была отменена частная собственность и всё имущество было объявлено общим; однако, сегодня дома колонистов являются их частной собственностью и продаются по рыночной стоимости. Поскольку колония отказалась от философии Льва Толстого, она была расценена многими, в том числе и Махатмой Ганди, который посетил её в 1909 году, как неудачный эксперимент.

## История
Колония была создана в 1898 г. журналистом-квакером, Сэмьюэлем Вейлом Бракером, наряду с другими толстовцами. Бракер приобрёл 41 акров земли (162 000 квадратных метров), закупил семена, инструменты, материалы и провизию. Колонисты сожгли свидетельство о праве собственности на вилах, что было символическим отказом от понятия собственность. Переводчик Толстого на английский язык, Эйлмер Моуд, стал основателем попечительского совета колонии.
Первые поселенцы были утопическими социалистами. Основывали колонию Уайтвей 8 человек, но со временем община увеличилась до сорока и продолжала приветствовать любых желающих. Однако сам Сэмьюэль Бракер со своей семьёй, и другие основатели вскоре покинули колонию, так как были разочарованы пассивностью и бездельем со стороны других поселенцев.
Условия жизни в колонии были спартанскими: приходилось использовать сараи в качестве временного жилья, водопровода не было вплоть до 1949 года, а электричества — до 1954. Участок изначально представлял собой открытую площадку вокруг Уайтвей-Хаус, но теперь — это густо заросшее лесом пространство с деревянными зданиями (так как никто не владеет землёй, ипотека не может быть получена, то люди просто строили собственные деревянные дома). В 1955 году решением суда было установлено, что никто не может владеть правом собственности на данный земельный участок. Тем временем община жила своей жизнью. В 1924 году жителями был построен коммунальный зал для общественной деятельности и школы, а в 1969 году был построен бассейн. Колония Уайтвей существует и сегодня, её населяют потомки первых поселенцев. Хотя она уже не имеет явно анархический характер, сегодняшние жители знают эти идеи, и гордятся своим происхождением. Современные поселенцы Уайтвей по-прежнему демонстрируют лучшие примеры использования и технического обслуживания объектов коммунального хозяйства (коммунальный зал, бассейн, игровое поле). Кроме того, управление по-прежнему осуществляется при помощи всеобщего собрания его жителей.
На протяжении многих лет жителями колонии становились различные иммигранты — анархисты, отказники совести, пацифисты и беженцы испанской Гражданской войны, а также кооперативных предприятий, таких, как пекарни Protheroe (известные в местном районе из-за качества своего хлеба), Котсуолдский кооператив ремесленников и кооператив садоводов. За период существования колонии Уайтвей, английский композитор-анархист Томас Килл основал здесь анархистскую газету Freedom (Свобода).